# デックスエンタテインメント
株式会社デックスエンタテインメント（Dex Entertainment Inc.）は、インデックス傘下の映像・オンラインゲームメーカー。

## 沿革
2003年（平成15年）、インデックスマーベラスエンターテイメントの合弁により設立。映像ソフトの企画、制作、発売、販売、及びオンラインゲームの企画、運営を行なっていた。
2008年、同社のゲーム部門はゲームポットに買収され、新しく設立された子会社のGPコアエッジに引き継がれた。

## 映像ソフト（販売）
- 悪魔のいけにえ
- 悪魔の沼
- アニメンタリー 決断
- ククーシュカ ラップランドの妖精
- クロウ 飛翔伝説
- サスペリア
- 人体解剖マニュアル
- 小さな悪の華
- ディア・ピョンヤン
- ナイト・オブ・ザ・リビングデッド

## 映像ソフト（オリジナル）
- やさぐれぱんだ
- 古地図江戸さんぽ
  - 〜池波正太郎 「鬼平犯科帳」を歩く〜
  - 〜池波正太郎 「剣客商売」を歩く〜

## 映画（オリジナル）
- ちーちゃんは悠久の向こう
- 渋谷区円山町